# Velika nagrada Lorene 1932
Velika nagrada Lorene 1932 je bila sedemnajsta neprvenstvena dirka v sezoni Velikih nagrad 1932. Odvijala se je 25. junija 1932 v francoskem mestu Nancy.

## Rezultati

### Dirka
| Poz | Št | Dirkač               | Moštvo    | Dirkalnik         | Krogi | Čas/Odstop |
| --- | -- | -------------------- | --------- | ----------------- | ----- | ---------- |
| 1   | 16 | Jean-Pierre Wimille  | Privatnik | Alfa Romeo Monza  | 30    | 1:29:14.6  |
| 2   | 2  | Marcel Lehoux        | Privatnik | Bugatti T51       | 30    | 1:31:04.6  |
| 3   | 8  | Stanisłas Czaykowski | Privatnik | Bugatti T51       | 30    | 1:32:38.4  |
| 4   | 14 | Philippe Etancelin   | Privatnik | Alfa Romeo Monza  | 30    | 1:33:32.4  |
| 5   | 12 | Albert Broschek      | Privatnik | Mercedes-Benz SSK | 30    | 1:34:48.8  |
| 6   | 18 | Benoit Falchetto     | Privatnik | Bugatti T35B      | 29    | +1 krog    |
| 7   | 4  | René Ferrant         | Privatnik | Peugeot 174S      | 27    | +3 krogi   |
| Ods | 6  | Jean Gaupillat       | Privatnik | Bugatti T51       | 21    | Zavore     |
| Ods | 20 | Hans Stuber          | Privatnik | Bugatti T35B      | 3     |            |